# Spory o velmistrovství Řádu svatého Lazara
Současný Řád svatého Lazara je od roku 1967 rozštěpen do několika vzájemně se neuznávajících větví, které měly či mají své vlastní velmistry. Od roku 2004 existuje ve dvou větvích — orleánské a maltsko-pařížské obedienci, které jsou zastoupeny i na českém území.

## Rozkol a pokusy o ustanovení jednotného vedení
V 60. letech 20. století rostlo napětí mezi španělským velmistrem řádu, Ferdinandem de Borbón, vévodou ze Sevilly, a řádovým správním centrem, které se nacházelo ve Francii v Paříži. Vše vyvrcholilo v roce 1967, kdy byl ve Francii zvolen nový velmistr Charles Philippe d'Orléans, užívající titul vévody z Nemours, a dosavadní velmistr sesazen. Tento krok byl v rozporu s platnými řádovými předpisy (neboť původní velmistr mohl pouze zemřít nebo abdikovat, k čemuž nedošlo) a stal se základem roztržky mezi dvěma větvemi čili obediencemi – sevillskou a pařížskou. Pařížská obedience se dále rozštěpila ve věci přijímání nekatolíků. V roce 1969 byl „nejvyšší hlavou řádu“ (nikoli velmistrem; tím se formálně stal až roku 1986) zvolen vévoda z Brissacu. Tzv. Nemourská frakce se sídlem na Maltě se však o čtyři roky později spojila se sevillskou obediencí, jež je od té doby nazývána maltskou.
V letech 1979–1986 došlo k neúspěšné snaze o vyřešení sporů a ustavení jednotného vedení s jediným velmistrem.
V únoru 2004 abdikoval vévoda z Brissacu z velmistrovství pařížské obedience a novým velmistrem byl o měsíc později zvolen vévoda sevillský, s cílem znovusjednotit dvě větve řádu. V září 2004 byl však částí pařížské obedience, neuznávající ústavnost sevillské volby, zvolen velmistrem orleánská obedience Charlese-Philippa d'Orléans,užívající titulu vévody z Anjou.
Na generální kapitule pařížské obedience řádu (Dublin, září 2002), v jejímž závěru 48. velmistr J.E. Francois de Cossé, vévoda z Brissacu, oficiálně a písemně oznámil, že ukončí svojí činnost jako velmistr k 19. únoru 2004, kdy dosáhne věku 75 let. Zároveň navrhl kapitule vévodu ze Sevilly jako kandidáta, o němž by bylo možné hlasovat jako o svém následovníkovi. Toto stanovisko bylo verifikováno tehdejším přítomným nově ustaveným spirituálním protektorem Řádu, patriarchou Řehořem III. Lahamem.
V březnu 2003 velkopřevorství USA a Austrálie nominovala Francisca de Paula de Borbón y Escasany, vévodu ze Sevilly, současného 48. velmistra maltské obedience Řádu, jako kandidáta na velmistra a v červnu téhož roku pak švýcarské velkopřevorství nominovalo Charlese-Philippa d'Orléans jako protikandidáta. V srpnu pak patriarcha Řehoř III. Laham zveřejnil dopis, v němž bylo poprvé veřejně konstatováno, že vzhledem k neurovnaným vztahům vévody ze Sevilly, jež je potřetí ženatý a jeho rozvody nejsou církevně upraveny, nepovažuje vévodu ze Sevilly za platného kandidáta a vyzývá všechny národní jurisdikce, aby tuto komplikaci vzaly na vědomí.
V září 2003 na jednání řádové vlády v Celle-les-Bordes podepsalo 15 velkopřevorů a národních delegátů (vč. Václava Bořka-Dohalského) přihlášku Charlese-Philippa d'Orléans do Řádu a zároveň podpořilo jeho kandidaturu za velmistra. Tento akt byl prohlášen za jednoznačný projev vůle národních jurisdikcí Švýcarska, Německa, Lichtenštejnska, Rakouska, Anglie a Walesu, Irska, Skotska, Dánska, Švédska, Norska, Maďarska, Chorvatska, Česka, Nového Zélandu a Nizozemska. Řádovou vládou byl zároveň ustaven výbor, který měl připravit volby nového velmistra na generální kapitule v Torontu a dohlížet nad správností procesu voleb. Jeho členové prohlásili za kandidáty Charlese-Philippa d'Orléans (pokud se do dne voleb stane členem řádu) a vévodu ze Sevilly (pokud předloží jím slíbené doklady o manželském statusu, vydané Svatým stolcem). Vévoda z Brissacu nátlakově trval na kandidatuře vévody ze Sevilly jako platného a jediného kandidáta i přes opakované a zdůrazňované stanovisko přítomného patriarchova vikáře, že tato volba je problematická a z hlediska duchovního nepřijatelná. Zároveň přítomným velkopřevorům oznámil, že nový velmistr okamžitě sjednotí Pařížskou a Maltskou obedienci, což vyvolalo pochybnosti, protože v mnoha zemích nebyla situace zralá k jednání o sjednocování.
V říjnu 2003 vévoda z Brissacu oznámil, že bude ochotný sloužit další dva roky jako velmistr, ačkoliv již oznámil svůj odchod z úřadu. V lednu 2004 generální sekretář chev. Walter Schäppi oznámil všem členům Řádu, že vévoda ze Sevilly není nadále platným kandidátem. Následně vévoda z Brissacu odvolal Waltera Schäppiho z úřadu a oznámil, že za volby bude zodpovědné kanadské velkopřevorství. V únoru 2004 velmistr vévoda z Brissacu neodstoupil, avšak sám si udělil titul „výkonný velmistr“ (acting grandmaster). Charles-Philippe byl J. Em. Lászlo kardinálem Paskaiem, OFM přijat v Ostřihomi do Řádu. Přijetí Charles-Philippe d'Orléans bylo podpořeno všemi národními jurisdikcemi evropských zemí a Nového Zélandu. Jurisdikce USA, Kanady a Austrálie s volbou srozuměny nebyly.
Generální kapitula obou obediencí řádu v Torontu v dubnu 2004 zvolila velmistrem Dona Francisca de Borbón, vévodu ze Sevilly, granda španělského. Nad svým protikandidátem princem d'Orleans zvítězil po odchodu části delegátů poměrem hlasů 542 : 47. Volba byla schválena duchovním protektorem Řádu, J. B. patriarchou Gregoriem III. Lahemem. Problémem byla skutečnost, že velkopřevorství USA a Kanady přizvalo na volbu také členy maltské obedience. Volba tak sice byla vidována notářem, ten však neověřoval právo volit na kapitule. Právo volit zcela jistě členové maltské obedience neměli.
Proto v té době již 15 jurisdikcí (Evropa + Nový Zéland) neuznávalo jakékoliv kroky nového velmistra. V září 2004 došlo v Blois k volbě velmistra orleánské obedience, jímž se stal Charles-Philippe d'Orléans. Tato volba nebyla uznána duchovním protektorem řádu Řehořem III. Lahamem řecko-melchitsko-katolickým patriarchou, který se od osoby nového velmistra výslovně písemně distancoval. Tato větev byla přijata pod tradiční ochranu francouzské koruny Henrim, hrabětem pařížským. Ten však tuto podporu v roce 2012 dočasně pozastavil, nicméně po vyjasnění poměrů se v roce 2015 pět výslovně přihlásil k svému protektorátu  a vyjednal uznání své větve Řádu velkokancléřem Řádu čestné legie
V roce 2008 don Francisco, vévoda ze Sevilly, přiznal, že své manželské záležitosti nedokáže uvést do souladu s právem katolické církve, a na svůj úřad rezignoval. Tím pro 9 evropských jurisdikcí tzv. Norwichské skupiny, hlásících se dříve k orleánské obedienci, pominul důvod k rozkolu. Vídeňskou deklarací se v září roku 2008 tyto jurisdikce přihlásily ke sjednocené maltské a pařížské obedienci a jejich představitelé se zúčastnili generální kapituly řádu konané 12.–13. září 2008 v anglickém Manchesteru, kde bylo jejich začlenění slavnostně schváleno.
Manchesterská generální kapitula zvolila 12. září 2008 velmistrem „sjednoceného“ řádu dona Carlose Gereda y de Borbón, markýze de Almazàn, který byl v Manchesterské anglikánské katedrále intronizován spirituálním protektorem Řehořem III. Lahamem, řeckokatolickým melchidským patriarchou Jeruzaléma, Antiochie a Alexandrie.
V roce 2010 nečekaně rezignoval velmistr orleánské obedience Charles-Philippe d'Orléans. Některá velkopřevorství na jeho místo zvolila za nového velmistra hraběte Jana Dobrzenského z Dobrzenic, českého velkopřevora, který byl uznán velmistrem duchovním protektorem kardinálem Paskaiem , předchozím velmistrem a hrabětem pařížským . Některá velkopřevorství, včetně švýcarského a velkokancléře hr. Piccapietry orleánské obedience, však tuto volbu neuznala. Postupnými neshodami se proto rozdělila na dvě samostatné organizace. Tzv. švýcarská obedience od roku 2012 má své sídlo v Jeruzalémě, a od roku 2015 jej jejím velmistrem Sixtus Jindřich Bourbonsko-Parmský.

### Řád sv. Lazara dnes
- velmistrem sjednocené maltsko-pařížské obedience je Don Francisco de Borbón, hrabě von Hardenberg[zdroj?], duchovním protektorem pak Youssef Absi, melchitský řeckokatolický patriarcha Jeruzaléma, Antiochie, Alexandrie a celého Orientu. Sjednocený [zdroj?] Řád v současnosti působí v 47 státech po celém světě a má téměř 5000 členů.[10] Pracuje pod patronátem melchitského řeckokatolického patriarchy Jeruzaléma, Antiochie, Alexandrie a celého Orientu. Oficiální sídlo Řádu je v pevnosti Castello Lanzun na Maltě.[11]

- velmistrem orleánské obedience je hrabě Jan Dobrzenský z Dobrzenicz[12], duchovním protektorem byl až do svého vyloučení 1. ledna 2021[13] pražský arcibiskup a kardinál Dominik Duka[14], který toto právo převzal po zesnulém kardinálu László Paskaiovi. Orleánská obedience působí v 15 zemích.[15]
- švýcarská (jeruzalémská) obedience vedená princem Sixtem Jindřichem de Bourbon-Parma.[16]

## České reflexe
Je samozřejmé, že tyto události měly vliv i na české aktivity.
–
České velkopřevorství pod vedením Karla Schwarzenberga jako 1. velkopřevora, t.č. v exilu, se po roce 1967 přihlásilo k pařížské obedienci. Ten určil jako svého nástupce Radslava Kinského (členem Řádu od roku 1973, 2. velkopřevorem od Schwarzenbergova úmrtí roku 1986).
V exilu aktivně pro Řád pracoval např. pozdější břevnovský arciopat Jan Anastáz Opasek, známý heraldik Adolf Karlovský (1922–1995) či Jan Stránský.
Velkopřevor Radslav Kinský původně roku 2003 abdikoval ze zdravotních důvodů. Vzhledem ke svému věku určil svým nástupcem jako 3. velkopřevora Václava Bořka-Dohalského. Ten byl členem Řádu od roku 1991, a v roce 2000 se stal kancléřem a vystřídal tak předchozího dlouholetého kancléře Josefa Kočího. Reakcí na tuto výměnu byl odchod J. Kočího a několika dalších členů z Českého velkopřevorství a vznik maltské obedience v Čechách. Radslav Kinský vykonával úřad 2. velkopřevora nakonec až do r. 2004, neboť Václav Bořek-Dohalský zemřel, proto Radslav Kinský doporučil jako svého následovníka Jana Dobrzenského a poté až do své smrti v r. 2008 užíval v Českém velkopřevorství titulu „emeritního velkopřevora“.
České velkopřevorství navrátivší se do českých zemí roku 1991 se tak roku 2000 poprvé rozdělilo odchodem Josefa Kočího a vznikem samostatné maltské obedience. K dalšímu rozkolu došlo v roce 2004, kdy skupina členů (pod administrací Doc. MUDr. Zdeňka M. Trefného, a později JUDr. Tomáše Kordače) neuznala jmenování Jana Dobrzenského čtvrtým velkopřevorem. O oprávněnosti vedení skupiny „Dobrzenský“ nebo „Trefný-Kordač“ byly vedeny soudní spory.
Od roku 2000 tak pracuje v českých zemích kromě Českého velkopřevorství také Velkobailivik České republiky, jenž se po roce 2004 v souladu s výsledky kapituly v Torontu sblížil se skupinou Dr. Trefného a po roce 2008 se spojil se sjednoceným Řádem. Současnými představiteli velkobailiviku jsou velkopřevor Ludvík Belcredi a velkobailiv Ing. Ondřej Farka, hlavním kaplanem české jurisdikce byl až do své smrti Miloslav kardinál Vlk, emeritní pražský arcibiskup. Od května 2019 je hlavním kaplanem Velkobailiviku České republiky královéhradecký biskup Jan Vokál. Velkopřevorství orleánské obedience má nyní funkci velkopřevora spojenou s funkcí velmistra, českým baillim je Ondřej Vanke.
Velkobailivik ČR tvoří v Čechách Pražská komenda, Plzeňská, Komenda sv. Zdislavy, Karlovarská a Jihočeská, na Moravě pak komendy v Olomouci, Prostějově a v Brně. Specifické postavení zaujímá Komenda svaté Anežky České, která původně vznikla pro bývalé členy orleánské obedience.
České velkopřevorství tvoří komenda Pražská a Moravská, Západočeská a Severočeská delegace a v zahraničí Slovenská a Polská komenda. Velkopřevorem je hrabě Dobrzenský. Duchovní převor biskup František Lobkowicz.
Členové řádu vydávají na území Česka dva časopisy. Český velkobailivik vydává časopis Lazariánský Reunion, České velkopřevorství vydává časopis Reunion. Oba časopisy se hlásí k nepřetržité řadě časopisu Reunion, jehož vydávání započalo před 33 lety v německém exilu. Oba časopisy jsou v elektronické podobě dostupné na webových stránkách obou českých řádových uskupení  . Lze z nich vyčíst i rozdílné názory na krizi Českého velkopřevorství.